# Strażnica WOP Darłowo
Strażnica Wojsk Ochrony Pogranicza Darłowo – zlikwidowany podstawowy pododdział graniczny Wojsk Ochrony Pogranicza pełniący służbę graniczną na granicy morskiej.

Strażnica Straży Granicznej w Darłowie – zlikwidowana graniczna jednostka organizacyjna Straży Granicznej realizująca zadania bezpośrednio w ochronie granicy morskiej.
Graniczna Placówka Kontrolna Straży Granicznej w Darłowie – zlikwidowana graniczna jednostka organizacyjna Straży Granicznej wykonująca kontrolę graniczną osób i środków transportu bezpośrednio w przejściu granicznym oraz bezpośrednio w ochronie na morskiej granicy państwowej.
Placówka Straży Granicznej w Darłowie – zlikwidowana graniczna jednostka organizacyjna Straży Granicznej realizująca zadania w ochronie granicy państwowej (zewnętrznej granicy Unii Europejskiej).

## Formowanie i zmiany organizacyjne
Strażnica została sformowana w 1945  w strukturze 17 komendy odcinka Koszalin jako 85 strażnica WOP (Darłów) (Rugenwalde/Darlowo) o stanie 56 żołnierzy. Kierownictwo strażnicy stanowili: komendant strażnicy, zastępca komendanta do spraw polityczno-wychowawczych i zastępca do spraw zwiadu. Strażnica składała się z dwóch drużyn strzeleckich, drużyny fizylierów, drużyny łączności i gospodarczej. Etat przewidywał także instruktora do tresury psów służbowych oraz instruktora sanitarnego. Sformowane strażnice morskiego oddziału OP nie przystąpiły bezpośrednio do objęcia ochrony granicy morskiej. Odcinek dawnej granicy polsko-niemieckiej sprzed 1939 od Piaśnicy, aż do lewego styku z 4 Oddziałem OP ochraniany był przez radziecką straż graniczną wydzieloną ze składu wojsk marszałka Rokossowskiego. Pozostały odcinek granicy od rzeki Piaśnica, aż po granicę z ZSRR zabezpieczała Morska Milicja Obywatelska.

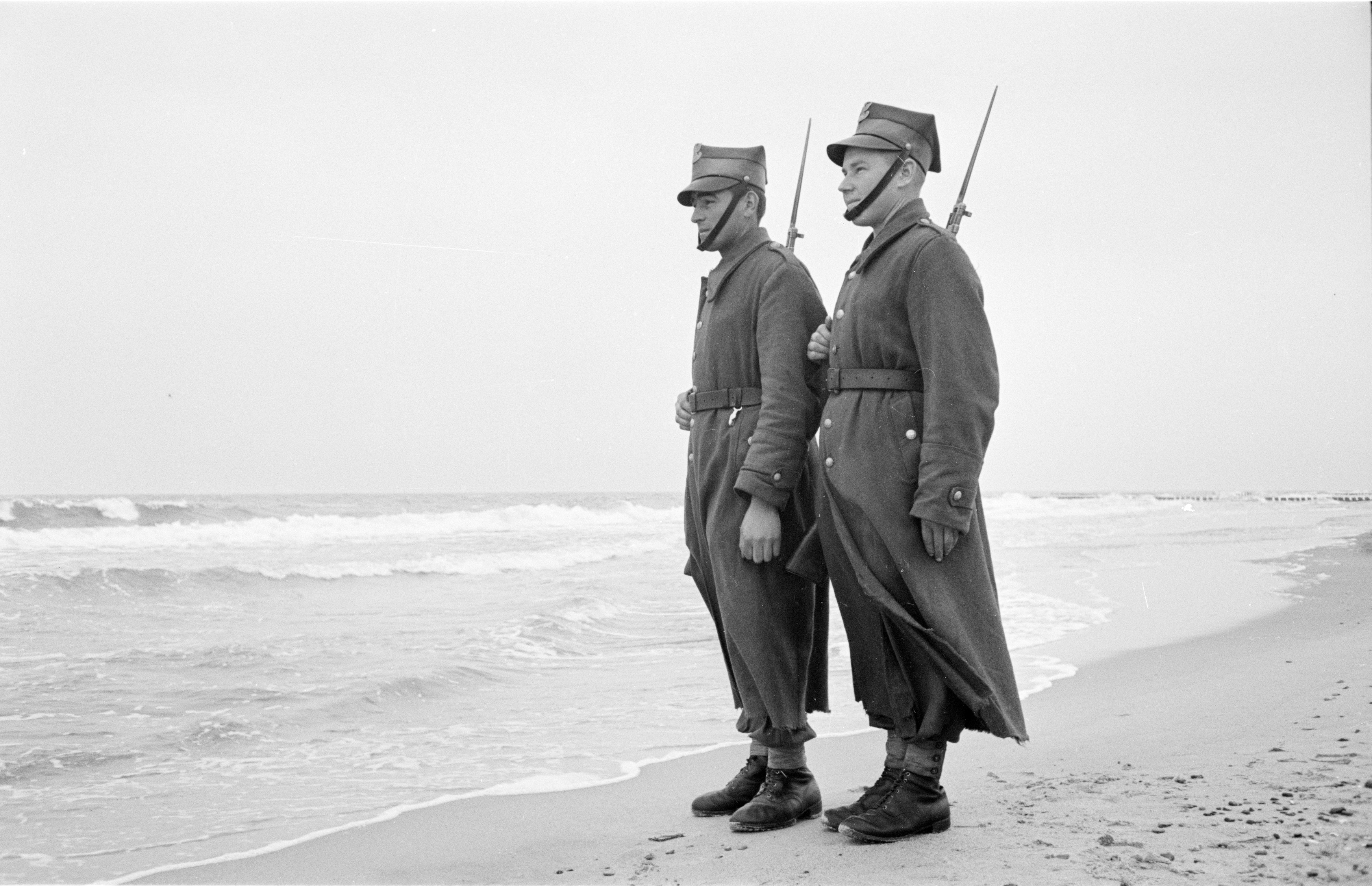
Żołnierze WOP na plaży (1949)

W związku z reorganizacją oddziałów WOP, 24 kwietnia 1948 85 strażnica OP Darłowo została włączona w struktury 22 batalionu Ochrony Pogranicza, a 1 stycznia 1951 roku 152 batalionu WOP w Koszalinie.
Od 15 marca 1954 wprowadzono nową numerację strażnic. Strażnica I kategorii otrzymała numer 82 w skali kraju .
W 1955 dowódca WOP rozkazał przejść 15 Brygadzie WOP na etat ćwiczebny. Rozwiązane zostały dowództwa i sztaby batalionów, 15 listopada 1955 kierowanie strażnicą przejął sztab brygady.
W 1956 rozpoczęto numerowanie strażnic na poziomie brygady. Strażnica Darłowo I kategorii miała nr 9 w 15 Brygadzie Wojsk Ochrony Pogranicza. W 1958 odtworzono dowództwo 152 batalionu WOP i podporządkowano mu między innymi strażnicę WOP Darłowo.
1 stycznia 1960 9 strażnica WOP Darłowo III kategorii była w strukturach 152 batalionu WOP .
1 stycznia 1964 strażnica WOP nr 9 Darłowo miała status strażnicy nadmorskiej i zaliczona została do II kategorii.

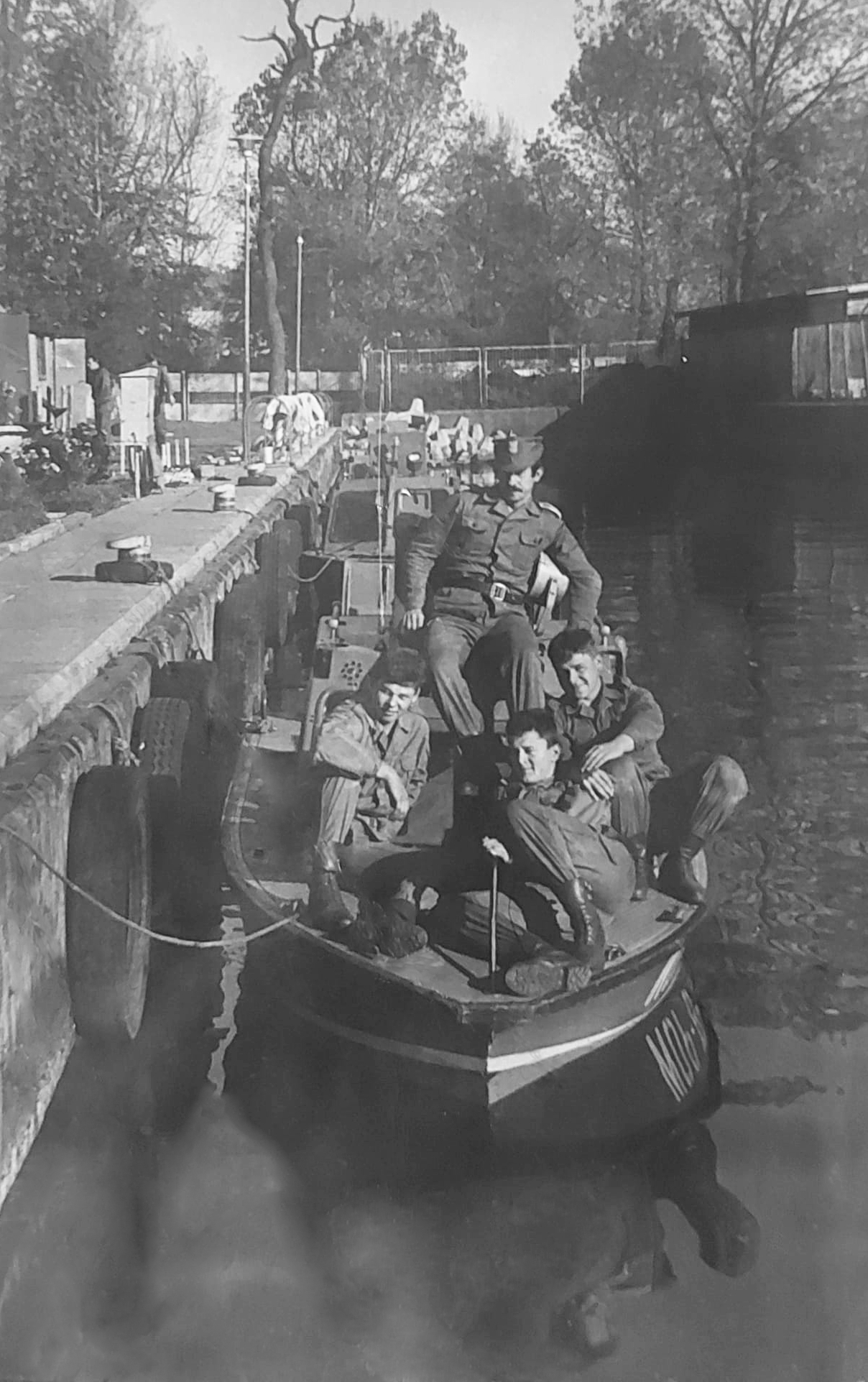
Żołnierze WOP na kutrze KR, służba w porcie w Darłówku (wiosna 1990)

Strażnica WOP Darłowo do marca 1990 była w strukturach Bałtyckiej Brygady Wojsk Ochrony Pogranicza, a od kwietnia utworzono Bałtyckiego Oddziału Wojsk Ochrony Pogranicza, do 15 maja 1991.
Straż Graniczna:
16 maja 1991, po rozwiązaniu Wojsk Ochrony Pogranicza, strażnica w Darłowie weszła w podporządkowanie Bałtyckiego Oddziału Straży Granicznej i przyjęła nazwę Strażnica Straży Granicznej w Darłowie.
W wyniku zmian nadmorskich struktur Straży Granicznej, zgodnie z zarządzeniem Komendanta Głównego SG, od 2 czerwca 1992  Strażnica SG w Darłowie przeszła w podporządkowanie Morskiego Oddziału Straży Granicznej (MOSG).
Została rozwiązana 1994 i w to miejsce powołano Zespół Obserwacji Wzrokowo-Technicznej, który istniał do 1996. Ochroną granicy na terenie gminy Malechowo i Darłowo powierzono strażnicy SG w Ustce, a strażnicy SG w Kołobrzegu na zachód od granicy administracyjnej pomiędzy gminami Sianów, a Malechowo i Darłowo.
1 stycznia 2000 ponownie została utworzona Strażnica Straży Granicznej w Darłowie. Funkcjonowała do 1 stycznia 2003, kiedy to została rozformowania.
2 stycznia 2003, w ramach zmian organizacyjnych Straży Granicznej, na bazie strażnicy utworzono w Darłowie graniczną placówkę kontrolną SG z zadaniami kompetencji dotychczasowych GPK i strażnic. W związku z tym dla nowego GPK rozszerzono teren działalności w skład, którego weszły: Miasto i Gmina Darłowo, Gmina Malechowo, Gmina Mielno, Miasto i Gmina Sianów, Miasto Koszalin, Gmina Będzino, Gmina Biesiekierz. Natomiast Miasto i Gmina Sławno i Gmina Postomino weszły w skład rejonu służbowej odpowiedzialności granicznej placówki kontrolnej SG w Ustce.
23 sierpnia 2005 dokonano zmian nazw, Graniczną Placówkę Kontrolną Straży Granicznej na Placówka Straży Granicznej w Darłowie. Zasięg terytorialny placówki SG w Darłowie nie zmienił się, tj. ochraniała granicę w przejściu granicznym Darłowo i poza nim na terenie gmin; Darłowo, Mielno, Będzino poszerzono o teren strefy nadgranicznej na głębokość gmin Malechowo, Sianów, Biesiekierz i miasta Koszalin.
21 maja 2012 Placówka Straży Granicznej w Darłowie z rąk kontradmirała Piotra Stockiego, komendanta Morskiego Oddziału Straży Granicznej w Gdańsku otrzymała proporzec.
Zarządzeniem nr 80 Komendanta Głównego Straży Granicznej zmianie uległa struktura organizacyjna Morskiego Oddziału Straży Granicznej i 28 lutego 2015 została zlikwidowana Placówka SG w Darłowie, a w jej miejsce od 1 marca 2015 utworzona Grupa Zamiejscowa w Darłowie Placówki Straży Granicznej w Kołobrzegu. Uroczystości w Darłowie zbiegły się z odznaczeniem Placówki SG w Darłowie Złotą Odznaką Honorową Gryfa Zachodniopomorskiego, którą do żegnanego proporca placówki przypiął Wicemarszałek Województwa Zachodniopomorskiego Tomasz Sobieraj.

## Ochrona granicy

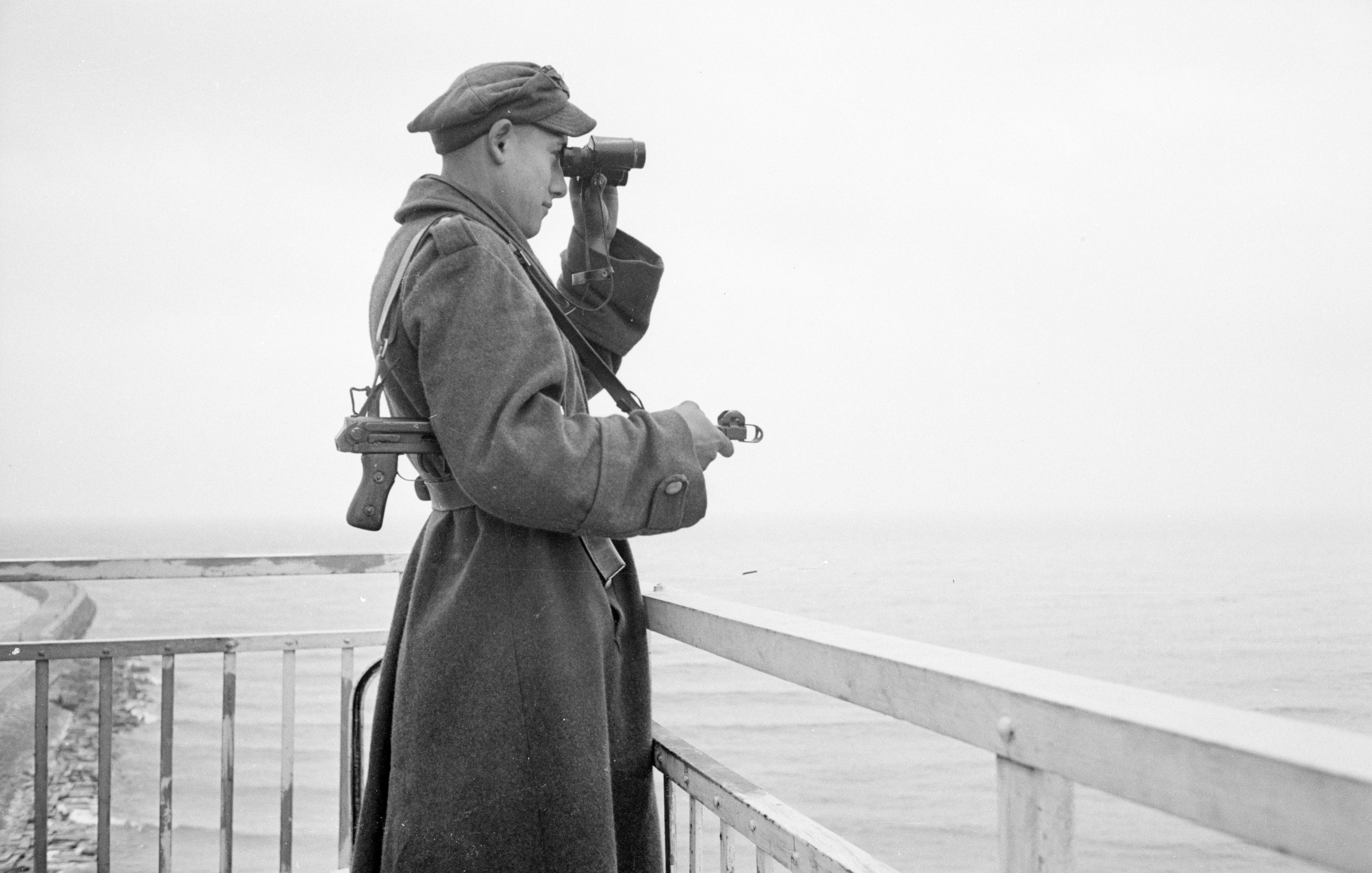
Żołnierz WOP patrzący przez lornetkę z wieży latarni morskiej Darłowo (1949)

Dopiero w kwietniu 1946 strażnica zaczęła przyjmować pod ochronę wybrzeże morskie. Jeszcze w czerwcu 1946 strażnica pełniła służbę na swoim odcinku z wyjątkiem portu w Darłowie.
W roku 1958 wprowadzono do ochrony granicy lornety dalekiego zasięgu o 40-krotnym powiększeniu i na całym wybrzeżu powstało wówczas kilkadziesiąt puntów obserwacyjnych umieszczonych na wieżach drewnianych, które przystosowano do tego celu. Umożliwiło to objęcie obserwacją od świtu do nocy obszaru wód terytorialnych wzdłuż całego wybrzeża. Zorganizowano przy tym
sprawnie działający system informacji o wykrytych celach, funkcjonujący zarówno między punktami obserwacyjnymi i strażnicami, jak i sztabami brygad.
W pierwszej połowie lat 60. POWT WOP posiadały na swoim wyposażeniu stacje r./lok. polskiej konstrukcji (początkowo t. RO–231 a następnie RN–231), a także lunety i środki łączności przewodowej. Na odcinku od Dziwnowa do Ustki wieże obserwacyjne były konstrukcji stalowej. W latach 1963–1964 w punktach obserwacyjnych znalazły się lunety dalekiego zasięgu, radiotelefony, stoły dyspozytorskie i inne urządzenia techniczne.
Strażnica WOP Darłowo w 1969 miała na swoim odcinku 3 POWT WOP wykorzystywane do ochrony granicy państwowej.

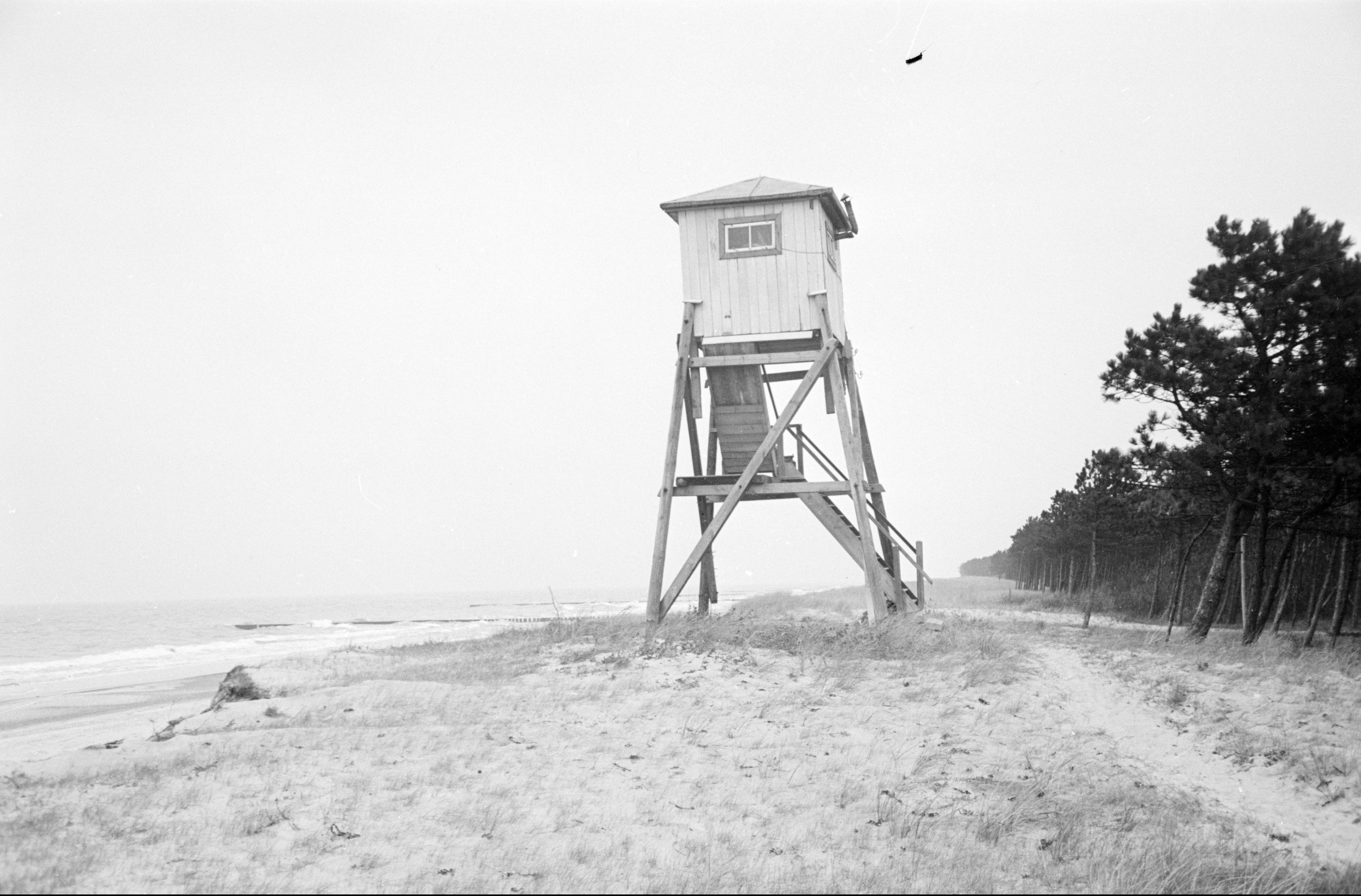
Wieża obserwacyjna WOP na wybrzeżu wydmowym (1949)

Wykaz punktów obserwacji wzrokowo-technicznej na odcinku strażnicy WOP Darłowo wg stanu z 1990:
- POWT nr 25 Dąbkowice (bliski dozór – 4 Mm)[i]
- POWT nr 26 Żukowo Morskie (bliski dozór – 4 Mm)
- POWT nr 27 Darłówko (bliski/daleki dozór – 16 Mm)[j].

## Wydarzenia

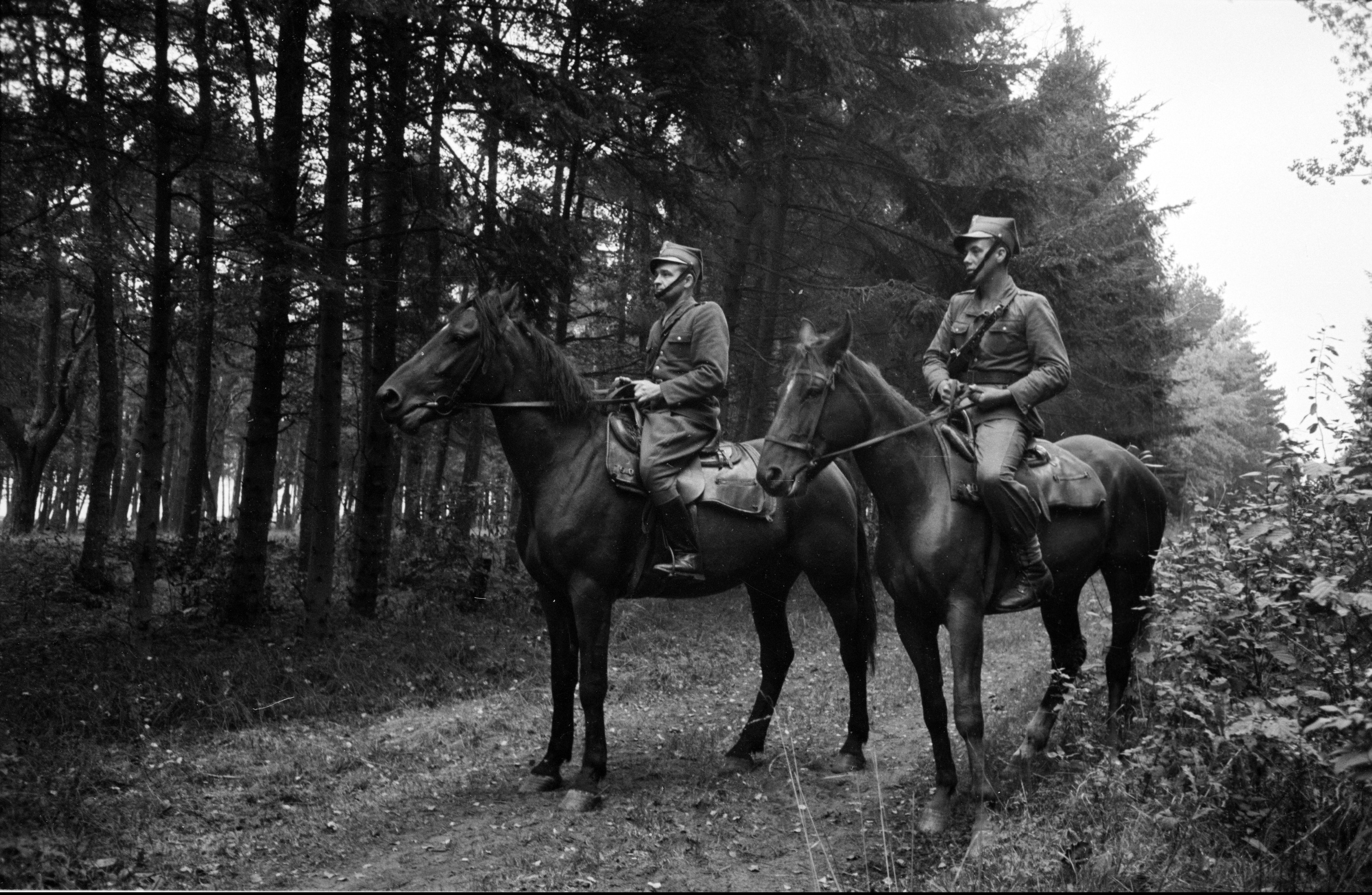
Żołnierze WOP na patrolu konnym w lesie (1949)

- 1970–1971 – w celu natychmiastowego rozpoznania celów wykrytych przez stacje radiolokacyjne na wodach terytorialnych dla wybranych strażnic nadmorskich WOP przydzielono rzeczne kutry rozpoznawcze typu KR-70 po przystosowaniu ich do eksploatacji w warunkach morskich (Dopuszczenie kutrów rzecznych do służby na morzu było rozwiązaniem doraźnym)[30].
- 1973–1975 – wybrane strażnice nadmorskie WOP otrzymały ze stoczni w Ustce kutry przystosowane do służby morskiej przede wszystkim umożliwiające szybkie i bezpieczne potrafiące dobicie do plaż morskich (Prototyp takiego kutra opracowała, a następnie wykonała stocznia w Ustce w 1972. Podstawowym materiałem jaki użyto do jego budowy był laminat poliestrowo-szklany)[30].
- 1976 – 14 września o godz. 1:45 służba pełniona na POWT–24 strażnicy WOP Darłowo wykryła na morzu odbijający od brzegu nierozpoznany cel. Wysłany kuter rozpoznawczy WOP o godz. 2:17 na wysokości miejscowości Dąbki, w odległości 1,5 Mm od brzegu zatrzymał na kajaku z silnikiem przyczepnym i żaglem ob. byłej NRD. Ww. usiłował dokonać przekroczenia  morskiej granicy wbrew przepisom, z zamiarem udania się na Bornholm, a następnie dalej do RFN[31].
- 1976 – wycofano z granicy rowery, zastępując je motocyklami małolitrażowymi; WSK-175 dla kadry i WSK-125 dla żołnierzy służby zasadniczej (5–13 motocykli w zależności od obsady i na jakiej granicy). Wyposażone w łączność radiową motocykle stały się podstawowym środkiem transportu w służbie patrolowej i rozpoznawczej[32].
- 13 grudnia 1981–22 lipca 1983 – (stan wojenny w Polsce), normę służby granicznej dla żołnierzy podwyższono z 8 do 12 godzin na dobę[33]. Patrole wysyłane w teren zostały wzmocnione. Wyeliminowano służby składające się z jednego żołnierza. Ścisłą kontrolą objęto całą strefę nadgraniczną, a ruch w strefie nadgranicznej został znacznie ograniczony. W stan gotowości były postawione wszystkie pododdziały odwodowe. Wzmocniono kontrolę ruchu jednostek pływających[34].

## Terytorialny zasięg działania

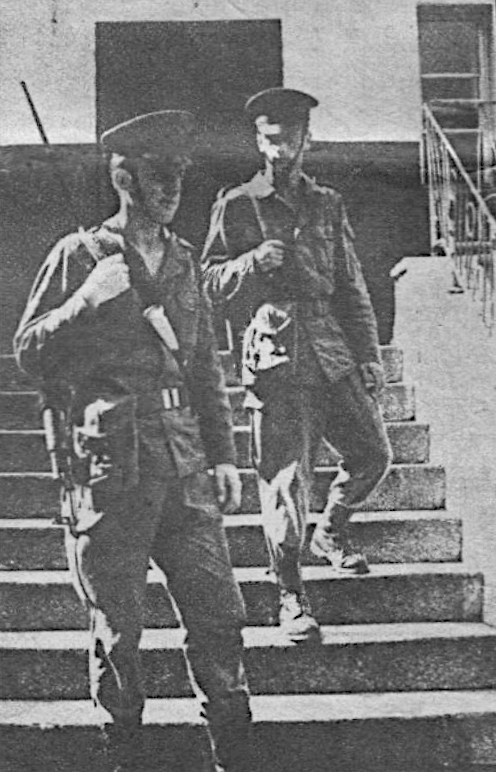
Do służby granicznej wychodzą szer. Jan Ryba i szer. Roman Panchysz (1986)

W strefie nadgranicznej linia rozgraniczenia z:
- Strażnicą WOP Jarosławiec: przebiegała wzdłuż suchego zwykle kanału łączącego jezioro Kopań z Morzem Bałtyckim, ...

Straż Graniczna:
Stan z 1 sierpnia 2011
Obszar działania placówki SG w Darłowie obejmował obszar brzegu morza terytorialnego na odcinku powiatu koszalińskiego i sławieńskiego. 
- Obszar strefy nadgranicznej:
  - Linia rozgraniczenia z:

1. Placówką Straży Granicznej w Kołobrzegu: granicami gmin Ustronie Morskie, Dygowo i Karlino oraz Będzino i Biesiekierz.
2. Pomorskim Dywizjonem Straży Granicznej w Świnoujściu: wzdłuż brzegu morza terytorialnego na odcinku powiatu koszalińskiego gmin Darłowo i Postomino do południka 16°30’00” długości geograficznej wschodniej.
3. Kaszubskim Dywizjonem Straży Granicznej w Gdańsku: wzdłuż brzegu morza terytorialnego na odcinku gminy Postomino od południka 16°30’00” długości geograficznej wschodniej do granicy powiatów sławieńskigo oraz słupskiego.
4. Placówką Straży Granicznej w Ustce: granicami gmin Postomino oraz Ustka i Słupsk.

- - Poza strefą nadgraniczną: z powiatu koszalińskiego gminy: Bobolice, Polanów, Świeszyno, Manowo.
- W zakresie odprawy granicznej na lotniskach:

Stan z 1 lutego 2012
- - Terytorialny zasięg działania placówki Straży Granicznej w Darłowie obejmował: województwo zachodniopomorskie – powiaty: sławieński, koszaliński, oraz Koszalin.

### Podległe przejście graniczne
Straż Graniczna:
Stan z 1 sierpnia 2011
- Darłowo (morskie).

## Sąsiednie graniczne jednostki organizacyjne

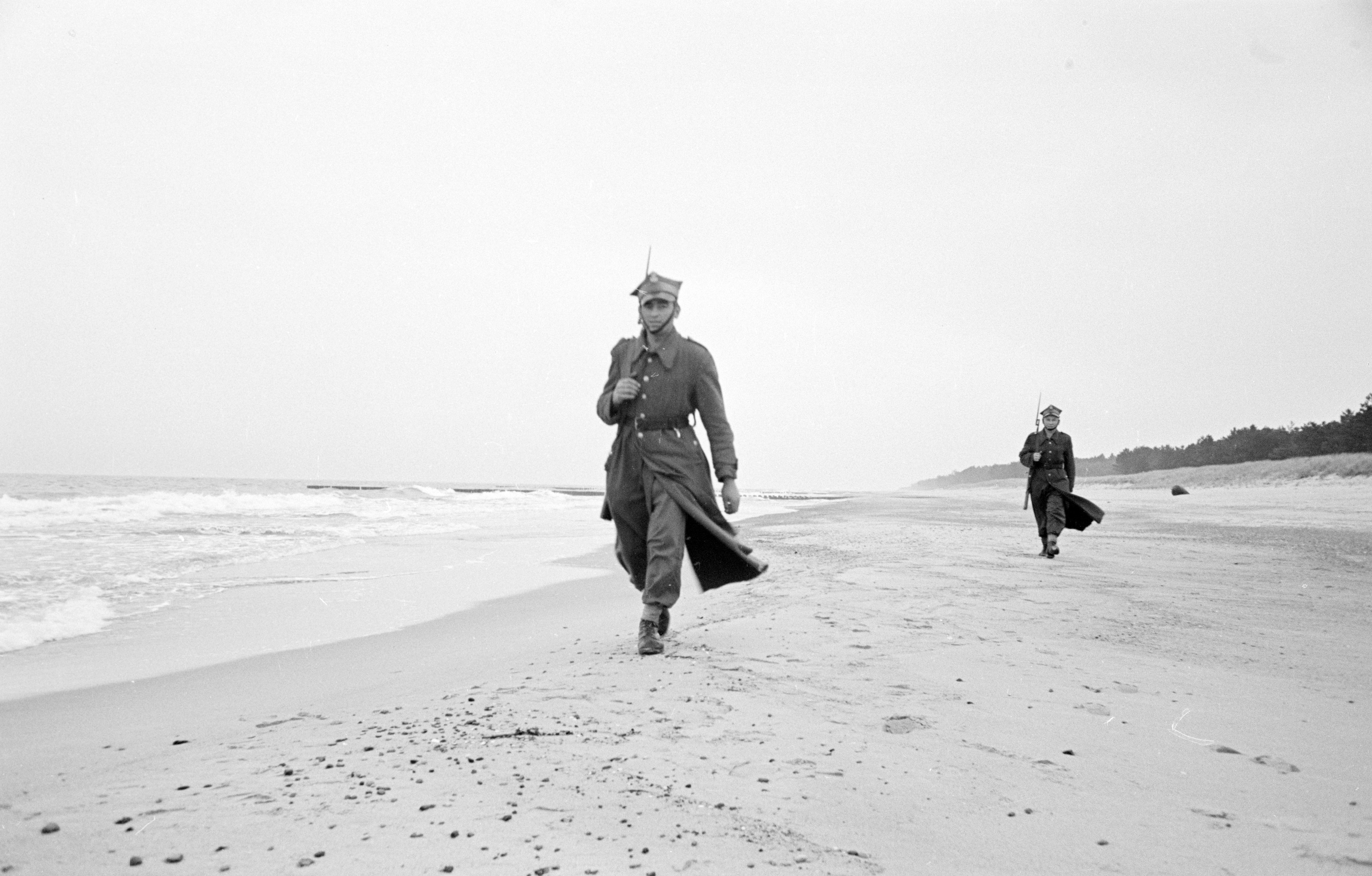
Żołnierze WOP na plaży (1949)

- 84 strażnica WOP Ewentin ⇔ 86 strażnica WOP Rutzenhagen − 1946
- 84 strażnica OP Łazy ⇔ 86 strażnica OP Jarosławiec (Jershof) − 1949
- 81 strażnica WOP Łazy ⇔ 83 strażnica WOP Jarosławiec − 15.03.1954
- 8 strażnica WOP Łazy kat. II ⇔ 10 strażnica WOP Jarosławiec kat. I − 1956
- 10 strażnica WOP Łazy kat. IV ⇔ 8 strażnica WOP Jarosławiec kat. III − 1.01.1960
- 10 strażnica WOP Mielno nadmorska kat. I ⇔ 8 strażnica WOP Jarosławiec nadmorska kat. II − 1.01.1964

Straż Graniczna:
- Strażnica SG w Mielnie ⇔ Strażnica SG w Jarosławcu − 16.05.1991[16]
- Placówka SG w Kołobrzegu ⇔ Placówka SG w Ustce – 2011[k].

## Komendanci/dowódcy granicznej jednostki organizacyjnej
- por. Leopold Podgórski[3]

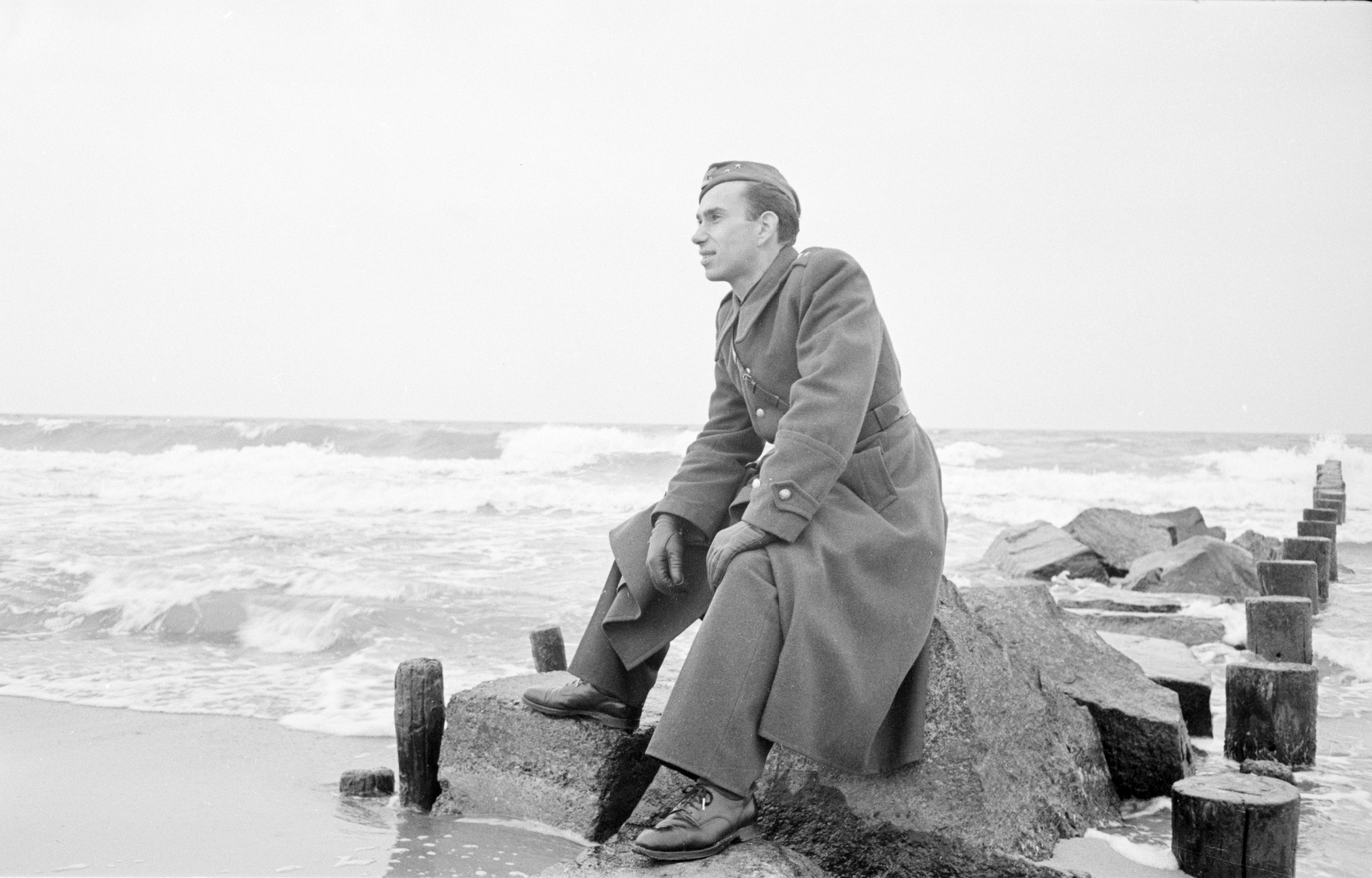
Oficer WOP na plaży (1949)

- ppor. Eugeniusz Klimowicz (był w 10.1946)[m]
- por. Piotr Grafowski (1950–1956)[36]
- por./kpt. Eugeniusz Molenda (1956[37]–1969)[36]
- kpt. Wacław Nowak (1969–1971)[36]
- kpt. Jerzy Lubiatowski (1971–1975)[36]
- kpt. Marian Oleszkiewicz (1975–1980)[36]
- por. Krzysztof Golan (1980–1984)[36]

- por./kpt. Marek Moroń[35] (1984–1991)[36]

Komendanci strażnicy SG:

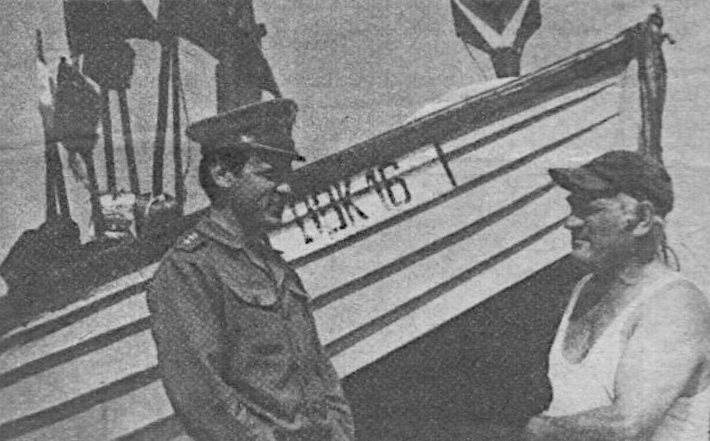
Por. Marek Moroń dowódca strażnicy w rozmowie z zasłużonym rybakiem Eliaszem Filiewiczem (1986)

- kpt. SG Marek Moroń (1991–1994)[38][36]
- kpt. SG Robert Biliński (2000–2002)[36]

Kierownik ZOWT w Darłowie:
- kpt. SG Waldemar Parus (1994–1996)[36]

Komendant GPK SG:
- por. SG Mikołaj Kaczanowicz (2002–2005)[36]

Komendant placówki SG:
- por. SG/ppłk SG[39] Mikołaj Kaczanowicz (2005–28.02.2015)[40]

Kierownik Grupy Zamiejscowej z siedzibą w Darłowie PSG w Kołobrzegu:
- ppłk SG Mikołaj Kaczanowicz (01.03.2015–31.01.2016)[40].